# Volksbank Butzbach
Die Volksbank Butzbach eG ist eine deutsche Genossenschaftsbank mit Sitz in der hessischen Stadt Butzbach im Wetteraukreis.

## Geschichte
Am 17. Januar 1925 wurde die Vereinsbank für Butzbach und Umgegend eGmbH von 17 Mitgliedern gegründet. Der Geschäftsbetrieb wurde im Hause Eiff in der Griedeler Straße aufgenommen. Erstes Vorstandsmitglied war Wilhelm Ratz, der über 40 Jahre lang in dieser Funktion tätig war.
1926 schloss die Mitteldeutsche Creditbank ihre Zweigstelle in Butzbach. Der Leiter dieser Zweigstelle wurde in den Vorstand der Vereinsbank für Butzbach und Umgegend übernommen. Die Zahl der Mitglieder wuchs auf 176. Ab September 1926 befand sich die Bank am früheren Marktplatz 3. Im Jahr 1927 übernahm sie die Spar- und Darlehenskasse Griedel eGmuH mit dem Sitz in Griedel.
1930 wurde das Rechnungswesen erstmals auf Maschinenbuchhaltung umgestellt. Die einsetzende Deutsche Bankenkrise zeigte Auswirkungen auf Bilanzzahlen. 1934 erfolgte die Verschmelzung mit der Spar- und Darlehenskasse Ostheim eGmuH mit dem Sitz in Ostheim, im Jahr 1935 die Verschmelzung der Vorschuß- und Kreditkasse Oberkleen eGmuH mit dem Sitz in Oberkleen und des Ebersgönser Spar- und Darlehenskassenvereins eGmuH mit dem Sitz in Ebersgöns auf die Vereinsbank für Butzbach und Umgegend eGmuH. 1939 ließ der Wirtschaftsaufschwung die Bilanzsumme der Bank um 100 % auf 2,9 Millionen Reichsmark anwachsen. 1943 erfolgte die Verschmelzung mit der Volksbank Butzbach eGmbH. Die neue Bank wurde in Vereinsbank Butzbach eGmbH umbenannt. 1948 fand die Währungsumstellung auf Deutsche Mark statt. Nach der Umstellung im Verhältnis 10:1 betrug die Bilanzsumme am 21. Juni 1948 genau 877.683 DM. Mit der Währungsreform kehrten wieder geordnete Währungs- und Wirtschaftsverhältnisse ein. Der Bank gehörten nun 829 Mitglieder an.
1954 erwarb die Bank das Haus Marktplatz 3, in dem die Geschäfte seit 1926 betrieben wurden. Erstmals wurde den Kunden eine Nachttresoranlage angeboten. 1968 kaufte die Bank das Grundstück Weiseler Straße 48 – Forsthaus –, um hier ein zeitgerechtes Bankgebäude zu erstellen. Das Rechnungswesen wurde auf Lochkarten umgestellt. Die Bilanzsumme überschritt 20 Millionen DM.
Im Jahr 1970 erfolgte die Fusion der Spar- und Darlehenskasse Fauerbach eGmbH mit dem Sitz in Fauerbach vor der Höhe, der Spar- und Darlehenskasse Maibach eGmbH mit dem Sitz in Maibach, der Spar- und Darlehenskasse Münster eGmbH mit dem Sitz in Münster (Butzbach) und der Spar- und Darlehenskasse Münzenberg eGmbH mit dem Sitz in Münzenberg mit der Vereinsbank Butzbach eGmbH. Die Kassenstunden wurden in den Räumlichkeiten der früheren Spar- und Darlehenskassen fortgesetzt. In Ober-Hörgern wurde eine weitere Geschäftsstelle eröffnet. Am 6. März 1971 wurde der Neubau Weiseler Straße 48 eingeweiht. Am „Tag der offenen Tür“ kamen über 4.000 Besucher. Das alte Gebäude am Marktplatz wurde verkauft. 1972 erfolgten die Eröffnung der Geschäftsstelle Mozartstraße in Butzbach und die Verlegung der Geschäftsstelle Münzenberg in den neuen Bankpavillon, Steinbergstraße 15.
Die Bank änderte den Namen 1975 in Volksbank Butzbach eG, um die Zugehörigkeit zu der großen Organisation der Raiffeisen- und Volksbanken klar herauszustellen. Im gleichen Jahr übernahm sie das Geldgeschäft der Raiffeisenkasse Langenhain-Ziegenberg eG mit dem Sitz in Langenhain-Ziegenberg. Die Bank hatte nun 2.500 Mitglieder und erstmals über 50 Millionen DM Bilanzsumme.
1982 erfolgte die Verlegung der Geschäftsstelle Fauerbach in die neuen Geschäftsräume in der Hauptstraße 43. 1983 wurde die Geschäftsstelle Langenhain-Ziegenberg neu gestaltet und erweitert. Die Bilanzsumme der Bank überschritt die 100-Millionen-Grenze, und der Online-Betrieb (Dialogverkehr) wurde in der Hauptstelle gestartet. 1985 wurde das erste Obergeschoß in der Hauptstelle in den Bankbetrieb integriert. Im Neubaugebiet Butzbach/Waldsiedlung eröffnete die Bank eine weitere Geschäftsstelle. Nun wurden 11.359 Kunden mit 21.888 Konten von 42 Mitarbeitern betreut. Der erste Geldausgabeautomat wurde installiert.
1991 wurde die umgebaute Hauptstelle in Betrieb genommen. 1992 erfolgte die Fusion mit der Volksbank Pohl-Göns/Kirch-Göns e.G. mit dem Sitz in Pohl-Göns. Diese entstand im Jahr 1981 durch die Fusion der Raiffeisenbank Kirch-Göns eG mit dem Sitz in Kirch-Göns mit der Volksbank Pohl-Göns eG. Im Jahr 1995 wurde die Geschäftsstelle Kirch-Göns neu gebaut. Im Jahr 2000 zählte die Bank 6.200 Mitglieder, 16.000 Kunden und über 27.000 Konten. 2001 nutzten 1.400 Kunden die Kontoführung über das Internet. Die Volksbank Butzbach hatte zum ersten Mal in ihrer Geschichte am Neujahrstag ihre Geschäftsräume geöffnet, um die Starterpakete der Euro-Einführung auszugeben. 2004 fusionierte die Volksbank Butzbach eG mit der Volksbank Gambach eG mit dem Sitz in Gambach. 2006 wurde ein Kundenservice-Center geschaffen. Das Filialnetz der Bank wurde 2007 mit der Inbetriebnahme der neuen Filiale „zwischen“ Kirch-Göns und Pohl-Göns modernisiert und gleichzeitig gestrafft.
2009 erfolgte die Fusion mit der Weiseler Volksbank eG mit dem Sitz in Nieder-Weisel. Diese entstand im Jahr 1980 durch die Fusion der Volksbank Hoch-Weisel eG mit dem Sitz in Hoch-Weisel mit der Volksbank Nieder-Weisel eG. Die Räumlichkeiten der Hauptstelle in Butzbach, Weiseler Straße wurden nach zehnmonatiger Umbauphase mit einem Tag der offenen Tür am Sonntag, 13. Februar 2011 der Öffentlichkeit vorgestellt. 2013 wuchs die Mitgliederzahl auf 8.256 an. Insgesamt waren die Mitglieder mit 25.363 Geschäftsanteilen beteiligt. Die Geschäftsstelle Münzenberg wurde zum 30. Juni 2013 geschlossen; begründet wurde dies mit Rückgängen in der Kundenfrequenz. Im Frühjahr 2017 wurde in die Geschäftsstellen Hoch-Weisel und Mozartstraße eingebrochen. Beide Geschäftsstellen wurden aufgrund der starken Beschädigungen nicht mehr geöffnet.

## Rechtsverhältnisse
Die Volksbank Butzbach eG ist im Genossenschaftsregister beim Amtsgericht Friedberg unter GnR 263 eingetragen.

## Organisationsstruktur
Rechtsgrundlagen sind das Genossenschaftsgesetz und die durch die Vertreterversammlung beschlossene Satzung. Organe der Bank sind der Vorstand, der Aufsichtsrat und die Vertreterversammlung.

## Sicherungseinrichtung
Die Volksbank Butzbach eG ist der amtlich anerkannten Sicherungseinrichtung des Bundesverbandes der Deutschen Volksbanken und Raiffeisenbanken GmbH und der zusätzlichen freiwilligen Sicherungseinrichtung des Bundesverbandes der Deutschen Volksbanken und Raiffeisenbanken e.V. angeschlossen.

## Geschäftsausrichtung
Die Volksbank Butzbach eG betreibt das Universalbankgeschäft. Im Verbundgeschäft arbeitet sie mit der DZ Bank, R+V Versicherung, Bausparkasse Schwäbisch Hall, Teambank, VR Leasing,  DZ Hyp und der Union Investment zusammen.

## Geschäftsgebiet
Das Geschäftsgebiet liegt im Nordwesten des Wetteraukreises.
An diesen Orten betreibt die Bank Filialen:
- Butzbach (Hauptstelle, jur. Sitz + 2 Geschäftsstellen in Niederweisel und Kirch-Göns/Pohl-Göns)
- Gambach (Geschäftsstelle)